# 界村
界村（さかいむら）は栃木県の南西部、安蘇郡に属していた村である。群馬県と境を接する。

## 地理
- 河川：渡良瀬川、三杉川

## 歴史
- 1889年（明治22年）4月1日 町村制施行により周辺4村（馬門村、高山村、高萩村、越名村）が合併し界村となる。
- 1943年（昭和18年）4月1日 佐野町、植野村、犬伏町、堀米町、旗川村と合併し佐野市となる。